# Моленди
Моленди (пол. Molendy) — село в Польщі, у гміні Ґарбатка-Летнисько Козеницького повіту Мазовецького воєводства.
Населення — 218 осіб (2011).
У 1975-1998 роках село належало до Радомського воєводства.

## Демографія
Демографічна структура станом на 31 березня 2011 року:
|          | Загалом | Допрацездатний вік | Працездатний вік | Постпрацездатний вік |
| -------- | ------- | ------------------ | ---------------- | -------------------- |
| Чоловіки | 112     | 21                 | 76               | 15                   |
| Жінки    | 106     | 21                 | 55               | 30                   |
| Разом    | 218     | 42                 | 131              | 45                   |